# San Juan Teposcolula
Teposcolula es una localidad del estado mexicano de Oaxaca. Es cabecera del municipio de San Pedro y San Pablo Teposcolula.

## Demografía
| Censo | Población |
| ----- | --------- |
| 1900  | 1150      |
| 1910  | 1472      |
| 1921  | 1368      |
| 1930  | 1522      |
| 1940  | 1434      |
| 1950  | 1461      |
| 1960  | 1205      |
| 1970  | 904       |
| 1980  | 611       |
| 1990  | 548       |
| 1995  | 382       |
| 2000  | 403       |
| 2005  | 419       |
| 2010  | 463       |
| 2020  | 452       |